# Суровцово
Суровцо́во (рос. Суровцово) — присілок у складі Тотемського району Вологодської області, Росія. Входить до складу Толшменського сільського поселення.
Стара назва — Суровцево.

## Населення
Населення — 1 особа (2010; 4 у 2002).
Національний склад (станом на 2002 рік):
- росіяни — 100 %